# Marek Zub
Marek Zub (ur. 24 sierpnia 1964 w Tomaszowie Lubelskim) – polski piłkarz i trener piłkarski.

## Życiorys
Swoją karierę piłkarską rozpoczął w 1980 w Hetmanie Zamość. Trzy lata później przeszedł do AZS-AWF Warszawa, skąd w 1984 trafił do Igloopolu Dębica. Grał tam siedem lat, do 1991 roku. Później występował jeszcze w belgijskim Lorrain Arlon (do 1992), FC Piaseczno (1993–1995), Polonii Warszawa (1995–1996) i w MKS Piaseczno, gdzie w 2000 roku zakończył karierę piłkarską.
Trenował takie kluby jak KS Łomianki, Polonia Warszawa, Widzew Łódź,
Mazowsze Grójec czy Hetman Zamość. Był także drugim trenerem GKS-u Bełchatów.
W sezonie 2007/08 prowadził Widzew Łódź po podaniu się do dymisji, nowym trenerem łódzkiego klubu został Janusz Wójcik. Za kadencji Marka Zuba Widzew przegrał derby z ŁKS pierwszy raz od 11 lat. W sierpniu 2012 Marek Zub został trenerem Žalgirisu Wilno. W sierpniu 2013 roku jego litewska drużyna wyeliminowała po dwumeczu (1-0,1-2) Lecha Poznań z rozgrywek eliminacji Ligi Europy i po raz pierwszy w swojej historii Žalgiris awansował do rundy play-off Ligi Europy. Od marca do 20 maja 2015 trener GKS Bełchatów.

## Sukcesy trenerskie
GKS Bełchatów
- Wicemistrzostwo Polski (1x): 2006/2007

 Žalgiris Wilno
- Mistrzostwo Litwy (2x): 2012/2013, 2013/14
- Wicemistrzostwo Litwy (1x): 2011/2012
- Puchar Litwy (3x): 2011/2012, 2012/2013, 2013/2014
- Superpuchar Litwy (1x): 2013